# 西村吉雄
西村 吉雄（にしむら よしお、1942年 - ）は、日本の技術ジャーナリスト。東京大学大学院工学系研究科教授や、大阪大学フロンティア研究機構特任教授、早稲田大学政治経済学術院客員教授などを歴任した。

## 人物・経歴
満洲国遼陽市生まれ。一家で引き揚げ後、木場で製材所を経営。1965年東京工業大学理工学部電子工学科卒業。1967年東京工業大学大学院理工学研究科電子工学専攻修士課程修了。同年から1968年までモンペリエ大学理学部固体電子工学研究センターに留学。
末松安晴研究室で半導体レーザなどを研究し、1971年東京工業大学大学院理工学研究科電子工学専攻博士課程修了、工学博士、日経マグロウヒル入社。日経エレクトロニクス創刊に参画し、1972年日経エレクトロニクス副編集長。1979年日経エレクトロニクス編集長。1994年日経BP社調査開発局長。1995年、介護離職してフリーランスに転じ、日経BP社編集委員（契約社員）。
夫婦で八王子市の老人ホームに入居後、フルタイムで働く時間的余裕ができ、2002年から東京大学大学院工学系研究科電気工学専攻教授を務めた。2003年定年退官、大阪大学フロンティア研究機構特任教授。2004年東京工業大学監事。2005年早稲田大学大学院政治学研究科客員教授。九州工業大学特任教授、放送大学客員教授、日経BP社顧問なども歴任した。

## 著作

### 著書
- 『硅石器時代の技術と文明』日本経済新聞社 1985年
- 『半導体産業のゆくえ : メディア・ルネサンスの時代へ』丸善 1995年
- 『テクノロジー・ワンスモア : エンジニアが語る技術と産業の未来』丸善 1997年
- 『情報産業論 : ネットワーク時代の産業構造』放送大学教育振興会 2000年
- 『産学連携 : 「中央研究所の時代」を超えて』日経BP社 2003年
- 『電子情報通信と産業』コロナ社 2014年
- 『電子立国は、なぜ凋落したか』日経BP社 2014年
- 『イノベーションは、万能ではない』日経BP 2019年

### 編書
- 『MOT産学連携と技術経営』（塚本芳昭と共同責任編集）丸善 2005年
- 『MOT大企業における技術経営』（西野壽一と共同責任編集）丸善 2006年
- 『科学技術は社会とどう共生するか』（岡本暁子, 若杉なおみと共編）東京電機大学出版局 2009年
- 『科学技術ジャーナリズムはどう実践されるか』（小林宏一, 谷川建司, 若杉なおみと共編）東京電機大学出版局 2010年

### 訳書
- 『中央研究所の時代の終焉 : 研究開発の未来』日経BP社 1998年

### 監修
- 『デザイン プロセス イノベーション : 21世紀のハイテク製品開発プロセス』日経BP社 2001年